# Joanna Catharine Piré
Joanna Catharina Piré  (Wilmarsdonk, 4 juli 1780 – Lier, 8 november 1854) was een begijn in het Begijnhof van Lier. Ze was de auteur van de Liedekens geschreven door J.C.Piré Begyntien aen haer toebehoorende. Het bijzondere aan dit begijnenliedboek is dat het enkel wereldlijke en geen geestelijke liederen bevat.

## Leven
Joanna Piré kwam uit een welstellende brouwersfamilie. Ze was ontwikkeld en behoorde tot de kleine groep geletterde vrouwen in Vlaanderen. Als jonge vrouw maakte Joanna de overgang mee van het Ancien Régime naar de moderne tijd. Ze was er getuige van dat de napoleontische en geallieerde legers door haar land trokken. Piré was niet wereldvreemd. In haar begijnenliedboek komt men woorden als de Bastille, Patriot, Bourbon of assignaten tegen, waarmee ze haar interesse liet zien voor wat er buiten de begijnhofmuren op maatschappelijk en politiek vlak gebeurde. 
Na de Franse bezetting in 1792 waarbij de goederen van het Begijnhof en de kerk aangeslagen en gedeeltelijk verkocht werden in 1798, was Joanna Piré een van de begijnen die de gebouwen via schenking opnieuw verwierven en er een nieuwe gemeenschap oprichtten.

## Het Liederenboekje
De Liedekens geschreven door J.C. Piré Begyntien aen haer toebehoorende bevat 126 pagina’s waar enkele vellen zijn uitgescheurd. Er staan 36 wereldlijke liederen in, zonder opgave van zangwijze of titel. Piré heeft ze samengebracht in een eigen selectie. Het gaat om liederen die in haar omgeving gezongen werden bij specifieke gelegenheden zoals feesten en jubilea. Het is mogelijk dat het boekje ook liederen bevat die ze zelf geschreven heeft. Niet duidelijk is wanneer ze het heeft samengesteld, vermoedelijk in de jaren twintig van de negentiende eeuw. Het manuscript werd in de archieven van het Lierse OCMW gevonden.
Joanna Catharina Piré spreekt de gemeenschap van begijnen aan met dochters, vrienden, ook wel eens broeders. De liederen zijn gebaseerd op spot en luim, soms zijn ze ronduit boertig en scabreus. Zonder rem of schaamte steken ze de draak met kwezels, paters, priesters, gehuwden en nonnen. Ze wekken de lachlust op, creëren een uitgelaten sfeer, zijn vooral een kritiek op een wereld van ijdelheid, lust en corruptie. Ze versterken de eigen gevoelens van onthouding en veiligheid binnen de muren van hun begijnhof. Een voorbeeld:
| Muis muis sa komt eens uit uw kluis Gij zijt genood deze avond in mijn huis Ten huize van de kat In ’t midden van de stad Daar zullen wij ons drinken zat | Kat kat uw noding is charmant Om mij te knappen tussen uwen tand Gij zoekt mij maar tot buit Toch ik en kom niet uit Zodat uw mening is verbruid |

Deze liederen, niet alleen door Piré verzameld maar eveneens door andere begijnen in Antwerpen en Herentals, tonen verwantschap met de orale traditie van het volkslied. Een van de kenmerken is de scatologische taal die met plezier gebezigd wordt. Er is een duidelijk verband met de traditie van zotte liederen en refreinen die in de Nederlanden sinds de zestiende eeuw in de wereldlijke literatuur en in rederijkerskringen bekend zijn. Sommige teksten van Anna Bijns zijn hier een voorbeeld van.

## Publicaties
Het liedekensboek werd voor een breder publiek uitgegeven door The Idolino Project vzw en verscheen in de Nioba Cahiers van 1984. De editie is voorzien van een woord vooraf door Ward Adriaens, een psychologische inleiding door Louis Van Looy en een literair-historische benadering door Prof. Dr. Alex Bolckmans.